# Poronia
Poronia – polski herb szlachecki, według części heraldyków odmiana herbu Gozdawa.

## Opis herbu
Opis zgodnie z klasycznymi regułami blazonowania:
W polu czerwonym - gozdawa srebrna między dwiema takimiż różami w pas. 
Klejnot: trzy pióra strusie.

## Najwcześniejsze wzmianki
Herb znany w średniowieczu, zaginął w XVI wieku.

## Herbowni
Tadeusz Gajl przytacza 14 nazwisk:
Bączalski, Gurowski, Jasieński, Mucha, Mucharski, Olearski, Pampowski, Pempowski, Pępowski, Poroski, Strzyżowski, Szumski, Światłowski, Żyłaj.